# Westfaliska
Westfaliska är en grupp av lågsaxiska dialekter som talas i de tyska delstaterna Niedersachsen (de sydvästra delarna) och Nordrhein-Westfalen (de norra delarna).
Idag finns det inte många som talar språket som modersmål, bara några gamla människor finns kvar som har westfaliska som modersmål. Men på 1950-talet fanns många som lärde sig tala tyska först när de gick i skolan.
De westfaliska dialekterna liknar i mångt och mycket de andra lågsaxiska dialekterna, men det finns fler diftonger än i de andra dialekterna. Det finns också några lågsaxiska ord i westfaliska som har ersatts av tyska ord i nordlågsaxiska, till exempel möten (mötas, dreppen i andra dialekter) och vandage (idag, hüüt i andra dialekter).